# Speläologisches Institut
Das Speläologische Institut wurde 1922 vom österreichischen Bundesministerium für Land- und Forstwirtschaft gegründet.

## Geschichte und Aufgaben
Das Institut war weder als rein wissenschaftliche noch als rein wirtschaftliche Einrichtung gedacht, sondern sollte das Gesamtgebiet der Höhlenforschung, nämlich theoretische und praktische Speläologie als auch die Höhlenwirtschaftskunde abdecken, wobei das Institut für alle drei Glieder der Höhlenkunde sowohl ein Forschungs- als auch ein Lehrinstitut war. Ab 1929 war Georg Kyrle, Begründer der Wiener Speläologenschule Vorstand des Instituts.
Für die Lehre standen dem Speläologischen Institut alle notwendigen technischen Geräte für die Feldarbeit als auch im Laboratorium zur Verfügung, wobei auf eine Standardisierung Wert gelegt wurde um eine annähernd gleichwertige Handhabung und damit möglichst genaue Ergebnisse zu erzielen. Weiters wurde eine Lehr- und Schausammlung sowie noch eine Bibliothek und ein Archiv angelegt.
Die gewonnenen Erkenntnisse wurden in der Höhlenwirtschaftskunde zusammengefasst, welche sich in einen negativen, vorbeugenden und einen positiven, aufbauenden Teil gliederte.
Vorbeugend wurde eine Bekämpfung der fortschreitenden Verkarstung, der Verunreinigung der Karstgewässer, Abwendung von Katastrophenschäden durch Karstwasserbewegungen und eine Erhaltung der Höhlen und deren Umgebung angestrebt.
Die aufbauende Seite bestand aus einer Meliorisierung der Karstgebiete durch Wiederbewässerung und Aufforstung und in der wirtschaftlichen Ausnützung der Höhlen selbst oder ihres Inhaltes (Schauhöhlen, Phosphathöhlen).
Das Speläologische Institut wurde mit dem Bundesgesetz über wasserwirtschaftliche Bundesanstalten vom November 1974 – anlässlich der Neuordnung des österreichischen Höhlenrechts – als selbständige Bundesanstalt für Wasserhaushalt von Karstgebieten eingerichtet.
Ab 1. Mai 1985 wurde die Bundesanstalt als Abteilung für Wasserhaushalt von Karstgebieten im Umweltbundesamt geführt.
Ihr Zweck ist heute rein karsthydrologischer und karsthydrographischer Natur, sie betreibt keine Grundlagenforschung mehr, sondern verfolgt beispielsweise Messungen umweltrelevanter Faktoren. außerdem berät sie Fragen des Höhlenschutzes, der im österreichischen Naturschutzrecht verankert ist, und am Bundesdenkmalamt seine Zuständigkeit hat.
Die historischen Bestände sind zum Gutteil an die Karst- und Höhlenkundliche Arbeitsgemeinschaft in der Geologisch-Paläontologischen Abteilung des Naturhistorischen Museums übergegangen.

## Publikationen des Speläologischen Instituts
- Speläologisches Jahrbuch
- Speläologische Monographien
- Höhlenkundliche Vorträge
- Natur- und höhlenkundliche Führer durch Österreich
- Höhlenansichtskarten